# Zwartbuikaardschildpad
De zwartbuikaardschildpad of driestreepschildpad (Melanochelys trijuga) is een schildpad uit de familie Geoemydidae.

## Uiterlijke kenmerken
Het schild is wat langwerpig en heeft drie lengtekielen; een lange in het midden en aan iedere weerszijde een kleinere kiel, net zoals de driekielaardschildpad. Bij deze laatste steken de kielen echter sterk af vanwege de gele kleur, bij de zwartbuikaardschildpad zijn deze vaak slechts iets lichter gekleurd. Het belangrijkste verschil is de schildlengte, die van de zwartbuikaardschildpad wordt maximaal 38 cm, die van de driekielschildpad maximaal 16 cm. De schildkleur is licht- tot donkerbruin, de poten en kop zijn donkergrijs tot zwart. Er zijn zeven ondersoorten beschreven, die allemaal iets afwijken in grootte en kleur. De tenen hebben zwemvliezen tot bijna aan de nagels, de schubben op de poten zijn erg groot. Mannetjes zijn van vrouwtjes te onderscheiden door een langere en dikkere staart.

## Algemeen
De zwartbuikaardschildpad komt voor in India, noordelijk Bangladesh, Myanmar, Sri Lanka, en Nepal. Populaties op de Maldiven en de Britse Chagosarchipel zijn vermoedelijk uitgezet. De habitat bestaat uit meren, stroompjes en rivieren met zoet water, de schildpad kan echter ook ver van water worden aangetroffen en is er niet sterk van afhankelijk. Als het te droog wordt graaft het dier zich in, wachtend op vochtiger tijden. Als het te heet is zoekt de schildpad het water op, maar bevindt zich meestal op het land in vochtige streken. De schildpad houdt van zonnen maar is ook 's nachts actief. Het voedsel bestaat voornamelijk uit planten, maar ook aas wordt wel gegeten.

## Naamgeving en taxonomie
De soort werd voor het eerst wetenschappelijk beschreven door August Friedrich Schweigger in 1812. Oorspronkelijk werd de wetenschappelijke naam Emys trijuga gebruikt. De driekielaardschildpad (Melanochelys tricarinata) is de enige andere soort uit het geslacht Melanochelys. Net zoals laatstgenoemde soort heeft ook deze heel wat naamswijzigingen gehad, de soort behoorde eerder tot de geslachten Nicoria, Emys, Testudo, Melanochelys en Geoemyda waardoor de literatuur soms niet eenduidig is over de wetenschappelijke naam.

### Ondersoorten
Er worden zes ondersoorten erkend, die verschillen in het uiterlijk en het verspreidingsgebied.
- Ondersoort Melanochelys trijuga trijuga
- Ondersoort Melanochelys trijuga coronata
- Ondersoort Melanochelys trijuga edeniana
- Ondersoort Melanochelys trijuga indopeninsularis
- Ondersoort Melanochelys trijuga parkeri
- Ondersoort Melanochelys trijuga thermalis